# Kunlun Fight
Kunlun Fight (KLF) (kinesiska: 昆仑决, pinyin: Kūnlún Jué) är en kinesisk kampsportsorganisation som mestadels arrangerar kickboxningsgalor, men även MMA-, thaiboxnings-, boxnings- och lethweimatcher har arrangerats på Kunlungalor. Kunluns första evenemang var 2014 och sedan dess har de etablerat sig som en av de bättre kickboxningsorganisationerna i världen och sätter upp över 20 galor årligen.

## Investerare
Mars 2016 avslutade Kunlun en B-finansieringsrunda där de tog in kapital från: Morningside Ventures, IDG Capital Partners och Northern Light Venture Capital. Efter den finansieringsrundan värderades företaget till över 350 miljoner USD, vilket gjorde Kunlun till det högst värderade sportföretaget i Kina. Före deras B-finansieringsrunda under andra kvartalet 2017 värderades företaget till över 500 miljoner USD.

## TV-sändning
Kunlun sänds på fastlandskina via Jiangsu Television och via Fox Sports Asia och Kix i andra asiatiska länder. RMC Sport 4, Fight Network och Fightbox i ett flertal länder internationellt. Några kanaler som har sänt Kunlun förut är Workpoint TV i Thailand, HKSTV i Hong Kong och Taiwan (2016). Anhui Television i Kina (under 2017) och Eurosport. Kunlun Fight MMA sändes månatligen på CCTV-5 2017.

## Regler

### Kickboxningsregler
- Ingen klinch för att undvika avslut.
- Endast aktiv klinch med knän.
- Inga kast.
- Inga armbågar.

Gult kort innebär att utövaren avstår 25% av sin ersättning (purse) och får ett 1-poängsavdrag. Rött kort innebär omedelbar diskvalificering.

### MMA-regler
- Kunlun använder Unified rules of Mixed Martial Arts.

### Thaiboxningsregler
- Knän är tillåtna mot kroppen, benen och huvudet.
- Armbågar är tillåtna mot kroppen, benen och huvudet.
- Kast och klinch är tillåtna.

Gult kort innebär att utövaren avstår 25% av sin ersättning (purse) och får ett 1-poängsavdrag. Rött kort innebär omedelbar diskvalificering.

## Viktklasser
Kunluns viktklasser skiljer sig åt mellan olika sporter.

| Viktklass       | Kilogram (kg) | Pund (lb)  |
| --------------- | ------------- | ---------- |
| Supertungvikt   | Obegränsat    | Obegränsat |
| Tungvikt        | 100           | 220,5      |
| Cruiservikt     | 90            | 198,4      |
| Supermellanvikt | 80            | 176,4      |
| Mellanvikt      | 75            | 165,3      |
| Superweltervikt | 70            | 154,3      |
| Weltervikt      | 65            | 143,3      |
| Superlättvikt   | 60            | 132,3      |
| Lättvikt        | 55            | 121,2      |
| Flugvikt        | 50            | 110,2      |

| Viktklass     | Kilogram (kg) | Pund (lb)  |
| ------------- | ------------- | ---------- |
| Supertungvikt | Obegränsat    | Obegränsat |
| Tungvikt      | 120           | 264,6      |
| Lätt tungvikt | 93            | 205        |
| Mellanvikt    | 84            | 185,2      |
| Weltervikt    | 77            | 169,8      |
| Lättvikt      | 70            | 154,3      |
| Fjädervikt    | 65            | 143,3      |
| Bantamvikt    | 60            | 132,3      |
| Flugvikt      | 56            | 123,4      |
| Stråvikt      | 52            | 114,6      |